# Caverniños
Caverniños (siendo su título original Cave Kids) es una serie infantil de dibujos animados basada en la famosa serie de televisión Los Picapiedras, orientado al público de edad preescolar y producido por Hanna-Barbera Cartoons. La serie fue transmitida en el canal de televisión latinoamericano Cartoon Network entre los años 1996 y 1998, para luego ser transmitida por su señal hermana Boomerang, siendo sustituida finalmente en diciembre de 2006 por Jorge el Curioso.

## Sinopsis
En la serie, los protagonistas son Pebbles y Bamm-Bamm que imaginaban que iban hacia otras tierras basadas en los cuentos de hadas, al final de cada capítulo volvían a casa, la serie también incluye a otros personajes secundarios como Dino (Que hace el papel de niñera).
A diferencia de la serie original Los Picapiedras de la década de 1960 y sus cortos derivados presentando a los niños y sus padres en aventuras de comedia, este programa se centró más en los valores educativos y las lecciones para los niños.

## Voces

### Inglés
- Aria Noelle Curzon: Pebbles Picapiedra
- Christine Cavanaugh: Bamm-Bamm Mármol
- Frank Welker: Dino

## Lista de episodios
- Beanstalk Blues
- Desafío en China
- Sueños con burbujas de jabón
- Sorpresa del castillo de arena
- Besos y encanto
- De ratón y la luna
- Coloreame caverniño
- La Navidad de los caverniños

Nota: Debido a que la serie fue previamente cancelada, los nombres de los episodios se tuvieron que traducir directamente de inglés a español.